# Brommella lactea
Brommella lactea es una especie de Arachnida del género Brommella, de la familia Dictynidae, del orden de las arañas. Es una araña pequeña, el holotipo mide 1,45 mm.

## Distribución
Es una especie endémica del estado de Texas, Estados Unidos, el holotipo descrito en el Cañón de Palo Duro.

## Taxonomía
Fue descrita científicamente por Ralph Vary Chamberlin y Willis John Gertsch en 1958. 
Tratamiento taxonómico
La especie aparece registrada y publicada en The Spider Family Dictynidae in America North of Mexico. Bulletin of the American Museum of natural history.